# Floridocassis repudiata
Floridocassis repudiata är en skalbaggsart som först beskrevs av Christian Wilhelm Ludwig Eduard Suffrian 1868.  Floridocassis repudiata ingår i släktet Floridocassis och familjen bladbaggar. Inga underarter finns listade i Catalogue of Life.